# ボカージュ

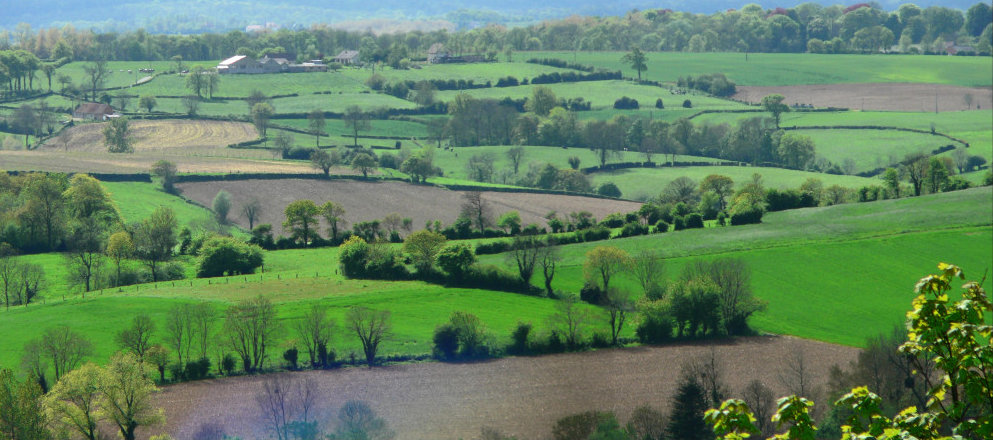
ブローニュ＝シュル＝メールのボカージュ（フランス）

ボカージュ（英語: Bocage、イギリス: [bəˈkɑːʒ]、 アメリカ: [ˈboʊkɑːʒ]）とは、北フランス・南イングランド・アイルランド・オランダ・北ドイツの一部に特徴的な、森林と牧草地が混在する地形で、牧畜が主な土地利用となっている地域である。

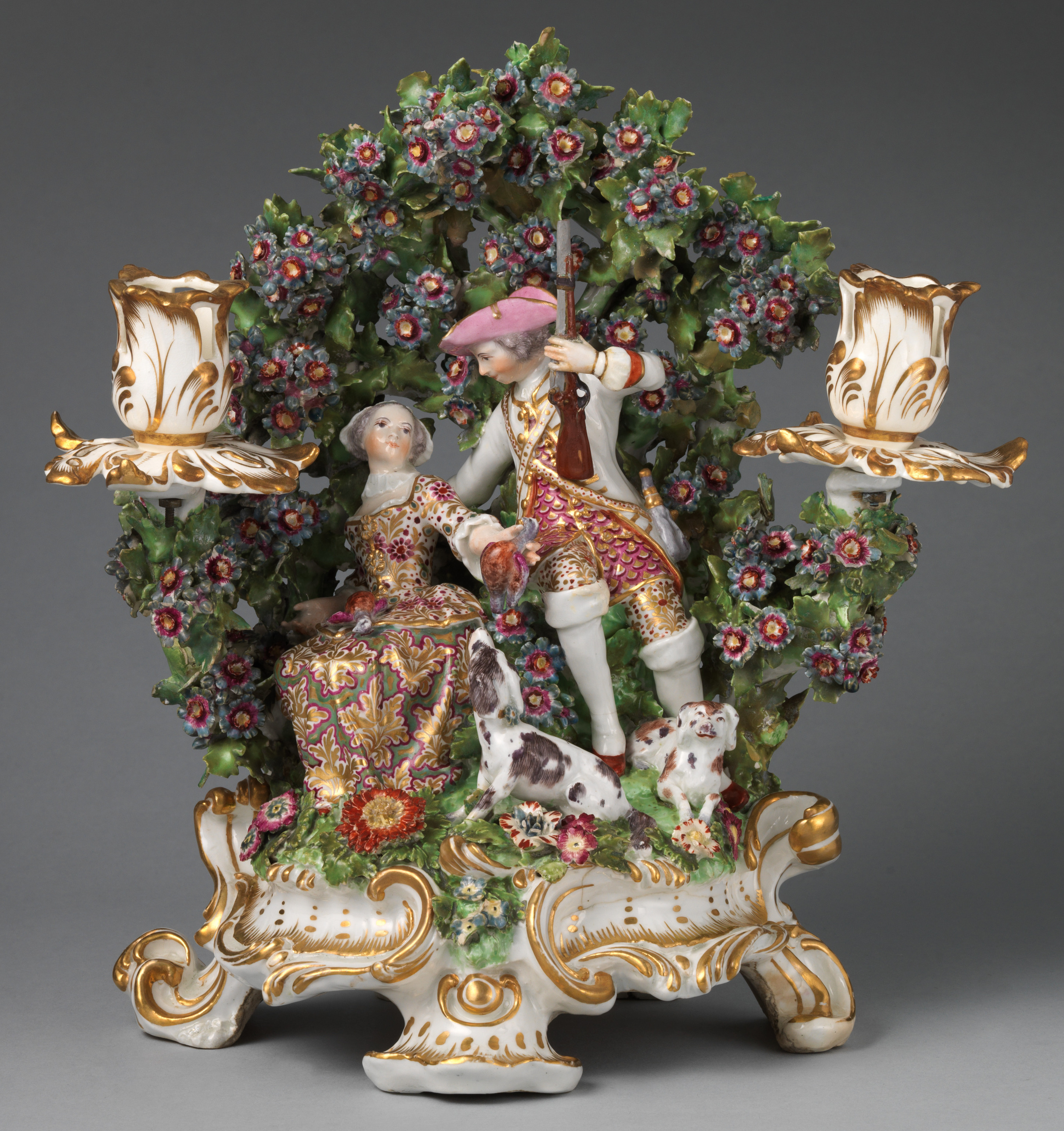
ボカージュの背景を持つ、チェルシー磁器工房の燭台（1765年頃）

ボカージュは、小さな森、樹葉の装飾要素、粗石積みの一種を指すこともあり、ラスティックスタイルに相当する。装飾美術、特に磁器では、人物の上や後ろに広がる、樹葉の背景を指す。大陸起源であるが、18世紀半ばから、チェルシー磁器を中心にイギリスにも見られるようになり、後に大衆向けのスタッフォードシャー陶器にも広まっていった。
英語でボカージュとは、森林と牧草地が混在する地形のことで、狭い低い尾根や土手の間に畑や曲がりくねった田舎道があり、その上には背が高く太い生垣があって、風と視界を遮っている。これは、たとえばデボンのような、イングランド南部の多くの地域で見られる風景である。ただし、この言葉はイギリスでは一般的な用法よりも技術的な用法で使われることが多い。フランスでは、この用語はより一般的に使用されており、特にノルマンディーでは、同様の意味で使用されている。フランスでのボカージュの風景は、主にノルマンディー、ブルターニュ、およびロワール渓谷の一部に限られる。

## 語源

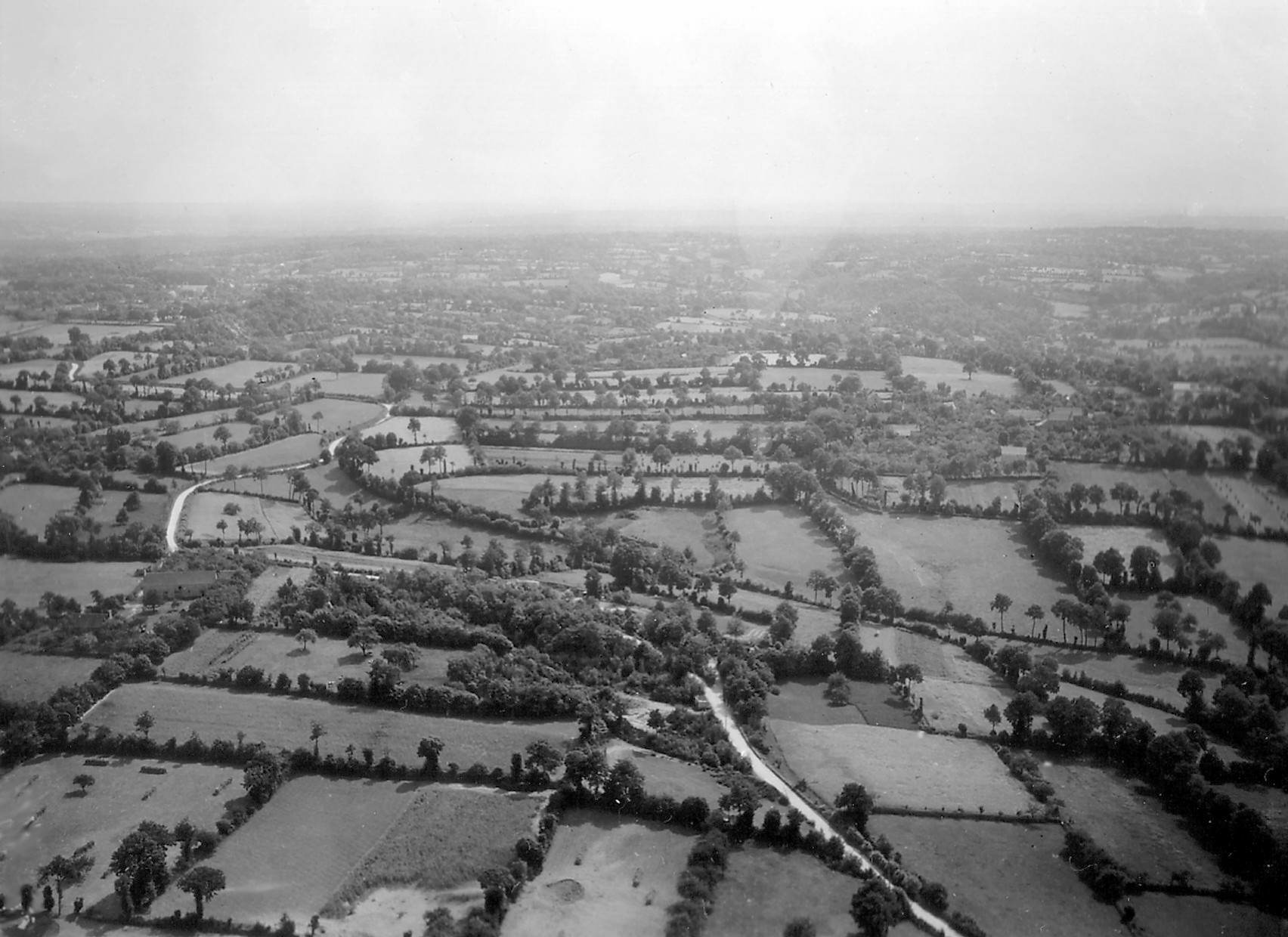
ノルマンディー地方のボカージュ（コタンタン半島）

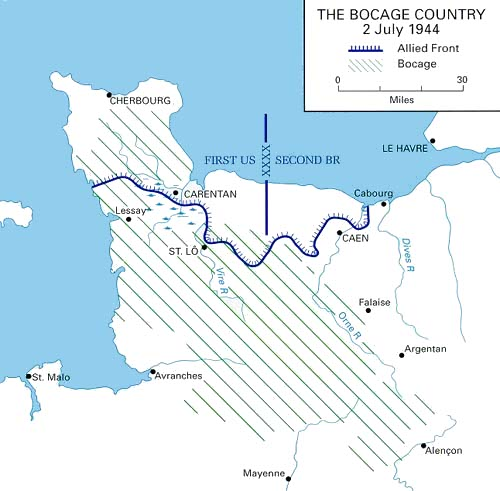
ボカージュの場所（オーヴァーロード作戦）

Bocageは、「木」を意味する古ノルマン語の "boscage" や古フランス語の "bosc"、中世ラテン語のboscus（西暦704年に初出）を語源とする。ノルマンの地名では、Bosc-、-bosc、Bosc-として残っており、伝統的に[bɔk]または[bo]と発音される。接尾辞 -age は「一般的なもの」を意味する。boscageの形は英語で「成長した木や低木、茂み、木立、木の下生え」を意味し、18世紀の磁器に見られるような枝葉や葉を模した装飾デザインを指すが、20世紀初頭からは通常「bocage」と呼ばれている。似たような言葉はスカンジナビア語（スウェーデン語の buskage など）や他のゲルマン語（オランダ語の bos, boshaag など）にもあり、原語は原ゲルマン語の *bŏsk- と考えられている。boscageの形は、18世紀のロマン主義の影響を受けてその意味を発展させたものと思われる。
1934年の仏語辞書『ヌーボー・プチ・ラルース』は、bocageを「bosquet、小さな森、心地よい木陰」と定義し、bosquetを「小さな森、木の塊」と定義した。 2006年になると、プチ・ラルースの定義は「（ノルマン語）畑や牧草地が生け垣や並木のある土手で囲まれ、居住地が農場や集落に分散している地域」となった。

## 歴史的役割

### イングランド

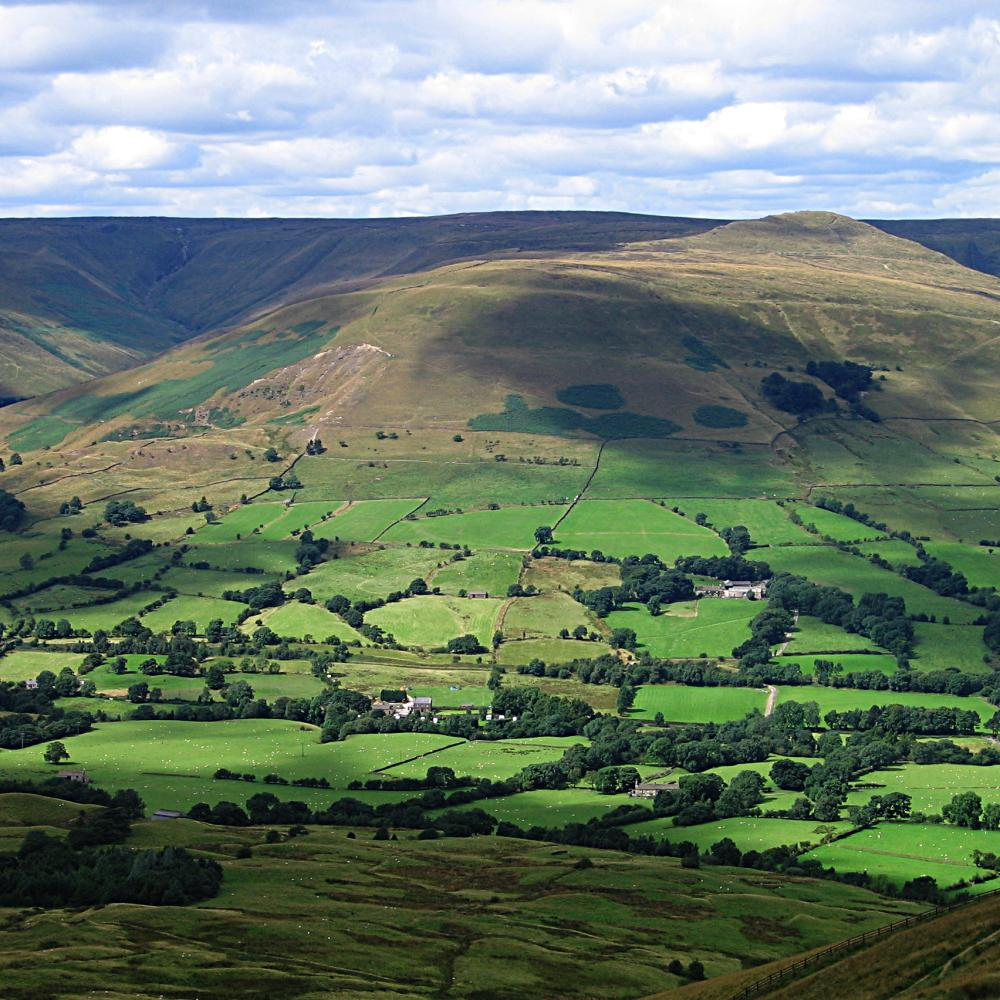
イングランドのボカージュ

サウス・イースト・イングランドでは、この景観に適合しない堆積土壌にもかかわらず、囲い込み運動によりボカージュが生じた。
イングランドは17世紀に野心的な海洋政策を展開し、イギリス産の小麦よりも安価なロシア産の小麦を輸入した。囲い込みは、羊の飼育を優先し、イギリスの穀物生産を制限した。この政策の結果として、農村からの流出が増幅され、産業革命が加速した。余剰の農業労働者は、工場で働くために都市に移住した。

### ノルマンディー
ノルマンディーでは、ボカージュはフランス革命期のふくろう党の反乱において特に重要な意味を持った。第二次世界大戦のノルマンディーの戦い（オーヴァーロード作戦）でも、ドイツ軍守備隊に対する侵攻を困難にしたため重要な意味を持った。これに対応して、ボカージュを切断する改造を施した「ライノ戦車」が開発された。米軍関係者は通常、ボカージュをヘッジロー（生け垣）と呼んだ。また、ドイツ軍はコタンタン半島やサン＝ローの町周辺でアメリカ軍を阻止するために、生け垣で隠された道を利用して拠点と防御策を施した。

### アイルランド
アイルランドは、低地のほぼ全域がボカージュの景観で特徴付けられている。これは、牛の群れを管理するために囲いを必要とする放牧農業の結果である。アイルランドの土地面積の約5％は、生け垣・垣根・防風林に充てられている。より肥沃な地域では、これらは通常土手で構成され、木や低木が植えられているか、群生している。このような植生は、森林がほとんどない場合でも、樹木が茂った風景の印象を与える。この生け垣のパターンは、アイルランドが事実上自然林を欠いていた18世紀後半から19世紀に大部分が確立された。現代の集約農業は、生け垣を取り除いて畑の規模を拡大する傾向がある。この傾向は、欧州連合の共通農業政策によって長年促進されてきたが、近年では、野生生物の生息地の保全を支持する欧州連合の農業政策によって打ち消されている。